# Åboulevarden (Aarhus)
 For alternative betydninger, se Åboulevarden. (Se også artikler, som begynder med Åboulevarden)
Åboulevarden er en central gade i Aarhus, som rummer en del af den indre bys caféer, natklubber og spisesteder. Gaden løber på hver side langs med Aarhus Å, hvorfra navnet stammer.
Alene de første 150-200 meter fra Europaplads præges af at være gågade og huse mere end 30 restaurationer, samt at sidegader og parallelgader såsom Skolegade er relativt tæt pakket med beværtninger og natklubber. Ved Magasin på Immervad bliver gaden betydeligt bredere på den sydlige del af åen og det tynder mere ud i natklubberne, ligesom gaden bliver præget af flere restauranter, cafeer og butikker. Herefter stopper gågaden i den bredere sydlige side af åen og fungerer som et trafikalt knudepunkt med eksempelvis gennemkørende busser og taxaer, samt biler til og fra parkeringhuse.  Gågaden fortsætter igennem Mølleparken hvorefter hele gaden munder ud i krydset ved Vester Allé.

## Historie
Aarhus Å, som præger gaden, blev overdækket i løbet af 1920'erne, da der var behov for en trafikåre til tung trafik gennem byen til havnens industrier. I 1989 vedtog Aarhus Byråd en principbeslutning om at frilægge åen igen for at skabe et attraktivt bymiljø i Midtbyen. Frilægningen blev tilendebragt i 2014.
Projektet har haft stor betydning for bymiljøet langs Åboulevarden, som nu har et blomstrende udeliv med caféer, restauranter, hoteller og værtshuse på stykket fra Immervad til Europaplads, samt brolagt promenade med træ terrasser ned til åen fra Immervad til Mølleparken. Ved den sidste del af åen omkring Europaplads og Dokk1 er der etableret sluse og pumpestation, så de øgede vandmængder fra klimaforandringerne kan håndteres både nu og i fremtiden. Her er også etableret passage for dyreliv og kanosejlads mellem havnen og åen.Dokk1 og Europaplads blev indviet i 2015.
Åboulevarden tiltrækker i dag mange turister, og her er livlig aktivitet både dag og nat.

### Mølleparken
Som del af frilægnings-projektet er Mølleparken blevet restaureret og ombygget med bl.a. faciliteter til gadesport og udendørs spil såsom basketball, bordtennis, panna, skak og backgammon.

## Galleri
- Ombygning og restaurering langs Åboulevarden i 2007.
- Mølleparken er blevet restaureret og ombygget som en del af frilægnings projektet.
- Åboulevarden har i dag mange café'er, restauranter, hoteller og værtshuse på strækningen mellem Immervad og Europaplads.
- Det offentlige rum langs Åboulevarden inviterer nu til ophold og aktivitet og her er i dag et livligt gadeliv.
- Ombygning og restaurering af Europaplads i 2014.
- Åbningen af åen på det sidste stykke ved Dokk1 i 2014.